# Свята Казахстану
Свята Казахстану — встановлені відповідно до законодавства Республіки Казахстан та поділяються на національні, державні, професійні та інші свята та пам'ятні дати. Дні, в які відзначаються національні та державні свята в Республіці Казахстан, є вихідними. При збігу вихідного та святкового дня, наступний день після святкового буде не робочим.
- Національні свята — свята, встановлені в Республіці Казахстан в ознаменування подій, що мають особливе історичне значення, що зробили істотний вплив на розвиток казахської державності. Святкування національних свят супроводжується проведенням офіційних заходів в центральних і місцевих державних органах. Встановлюються Законом «Про свята в Республіці Казахстан».
- Державні свята — свята, присвячені подіям, які мають суспільно-політичне значення, а також традиційно відзначаються громадянами Республіки Казахстан. Святкування державних свят може супроводжуватися проведенням офіційних заходів. Встановлюються Законом «Про свята в Республіці Казахстан».
- Професійні та інші свята — святкові дати, які не наділені статусом національних і державних свят, що відзначаються окремими категоріями громадян. Перелік святкових дат встановлюється Урядом Республіки Казахстан.
- Позачергові вихідні дні — дні, які не наділені статусом національних, державних, професійних та інших свят. Перелік встановлюється «Трудовим кодексом Республіки Казахстан».

## Неробочі дні
Відповідно до Закону Республіки Казахстан "Про свята в Республіці Казахстан", прийнятому 13 грудня 1991 року, національні і державні свята є святковими неробочими днями.

### Чинні
| Дата            | Назва казахською                                                                      | Назва українською                     | Примітки |
| --------------- | ------------------------------------------------------------------------------------- | ------------------------------------- | --- |
| 1 і 2 січня     | Жаңа жыл / Jaŋa jyl                                                                   | Новий рік                             | Державне свято |
| 8 березня       | Әйелдердің халықаралық күні / Äielderdiŋ halyqaralyq künі                             | Міжнародний жіночий день              | Державне свято |
| 21 - 23 березня | Наурыз мейрамы / Nauryz meiramy                                                       | Навруз                                | Державне свято. До 2010 року неробочим днем було тільки 22 березня |
| 1 травня        | Қазақстан халық бірлігі мейрамы / Qazaqstan halyq birligi meiramy                     | Свято єдності народів Казахстану      | Державне свято |
| 7 травня        | Отан қорғаушы күні / Otan qorğauşy künі                                               | День захисника Вітчизни               | Державне свято з 2013 року |
| 9 травня        | Жеңіс күні / Jeŋis künі                                                               | День Перемоги                         | Державне свято |
| 6 липня         | Елорда күні / Elorda künі                                                             | День Столиці                          | Державне свято з 2008 року. Цього дня у 1994 році було прийнято постанову про перенесення столиці з Алмати в Акмолу (згодом перейменована в Астану, пізніше - Нур-Султан).                                 |
| 30 серпня       | Қазақстан Республикасы Конституциясы күні / Qazaqstan Respublikasy Konstitusiasy künі | День Конституції Республіки Казахстан | Державне свято |
| 25 жовтня       | Қазақстан Республика күні / Qazaqstan Respublika künі                                 | День Республіки                       | Національне свято у 1995 - 2001 роках, державне з 2002 року. Скасоване у 2009 році, відновлене у 2022 році. Цим святом відзначалася річниця ухвалення Декларації про державний суверенітет Казахської РСР. |
| 16 грудня       | Тәуелсіздік күні / Täuelsizdik künі                                                   | День незалежності                     | Національне свято. До 2001 і з 2022 року відзначається тільки один день - 16 грудня. |

### Скасовані
| Дата      | Назва казахською                                                                                    | Назва українською                            | Примітки                                                           |
| --------- | --------------------------------------------------------------------------------------------------- | -------------------------------------------- | ------------------------------------------------------------------ |
| 1 грудня  | Қазақстан Республикасының тұңғыш президенті күні / Qazaqstan Respublikasynyŋ tūŋğyş prezidenti künі | День першого президента Республіки Казахстан | Державне свято у 2012 - 2021 роках                                 |
| 17 грудня | Тәуелсіздік күні / Täuelsizdik künі                                                                 | День незалежності (другий день)              | Національне свято. У 2001 - 2021 роках відзначалося 16 і 17 грудня |

Якщо національне чи державне свято збігається з вихідним днем (субота або неділя), наступний робочий день автоматично стає вихідним днем відповідно до частини 3 статті 5 згаданого закону.

## Додаткові вихідні дні
Відповідно до статті 84 Трудового кодексу Республіки Казахстан крім щотижневих вихідних днів введено додаткові вихідні дні, що є такими "незалежно від прийнятих режимів роботи та графіків змінності":
| Дата           | Назва казахською                            | Назва українською                          | Примітки                                                                                     |
| -------------- | ------------------------------------------- | ------------------------------------------ | -------------------------------------------------------------------------------------------- |
| 7 січня        | Иса Мәсіх туған айты / İsa Mäsih tuğan aity | Різдво Христове (за юліанським календарем) | Запроваджено з 2006 року                                                                     |
| 10 зуль-хіджжа | Құрбан айт / Qūrban ait                     | Курбан-байрам                              | Запроваджено з 2006 року. Дата свята за григоріанським календарем визначається урядом щороку |

На ці дні не поширюється норма щодо перенесення вихідного, якщо на нього випало свято.
Уряд має право переносити вихідні дні поблизу днів національних, державних свят та додаткових вихідних днів для раціонального використання робочого часу. Найчастіше це відбувається, якщо день свята припадає на вівторок чи четвер, тоді понеділок чи п'ятниця (або 8 травня) відповідно урядовою постановою оголошується вихідним, а найближча субота або неділя - робочим. Проте уряд використовує це право нерегулярно і не для всіх свят. Так, день Конституції 30 серпня припав на вівторок у 2005, 2011, 2016 і 2022 роках, проте лише у трьох випадках (крім 2016) робочий день було перенесено з 29 на 27 серпня. А у травні 2019 року мешканці Казахстану мали робочий тиждень, що складався лише з понеділка і середи, при цьому вівторок і четвер були днями державних свят, а робочий день з п'ятниці було перенесено на попередню суботу. А щодо свята 1 грудня подібні перенесення жодного разу не були застосовані.

## Професійні та інші свята
Відповідно до статті 4 Закону "Про свята в Республіці Казахстан" перелік професійних та інших свят затверджується урядом. Ці дні є робочими днями, якщо не випадають на суботу або неділю (за винятком перенесених робочих днів), додатковий вихідний.
| Дата                   | Назва казахською | Назва українською                                                                                      | Примітки |
| ---------------------- | --- | --- | --- |
| 10 січня               | Қазақстан Республикасының Ұлттық ұланы күні / Qazaqstan Respublikasynyŋ Ūlttyq ūlany künі | День національної гвардії Республіки Казахстан                                                         | Професійне свято |
| 1 лютого               | Қазақстан Республикасының азаматтық авиация қызметкерлері күні / Qazaqstan Respublikasynyñ azamattyq aviatsiia qyzmetkerlerı künı                                                                        | День працівників цивільної авіації Республіки Казахстан                                                | Професійне свято, встановлене 17.08.2024 |
| 2 лютого               | Ұлттық басылым күні / Ūlttyq basylym künı | Національний день друку                                                                                | Встановлене 17.08.2024 |
| 15 лютого              | Ауғанстан Демократиялық Республикасынан Кеңес әскерлерінің шектеулі контингентінің шығарылған күні / Auğanstan Demokratialyq Respublikasynan Keŋes äskerleriniŋ şekteuli kontingentiniŋ şyğarylğan künі  | День виведення обмеженого контингенту військ з Демократичної Республіки Афганістан                     | Встановлене 03.07.2019 |
| 1 березня              | Алғыс айту күні / Alğys aitu künі | День подяки                                                                                            | |
| друга субота березня   | Жерге орналастыру, геодезия және картография күні / Jerge ornalastyru, geodeziia jäne kartografiia künı                                                                                                  | День землеустрою, геодезії і картографії                                                               | |
| перша неділя квітня    | Геолог күні / Geolog künі | День геолога                                                                                           | |
| 7 квітня               | Мемлекеттік қызмет көрсету саласындағы қызметкерлер күні / Memlekettık qyzmet körsetu salasyndağy qyzmetkerler künı                                                                                      | День працівників у сфері надання державних послуг                                                      | Професійне свято |
| 12 квітня              | Ғылым қызметкерлері күні / Ğylym qyzmetkerleri künі | День працівників науки                                                                                 | |
| 16 квітня              | Тұрғын үй-коммуналдық шаруашылығы саласының қызметкерлері күні / Tūrğyn üi-kommunaldyq şaruaşylyğy salasynyñ qyzmetkerlerı künı                                                                          | День працівників галузі житлово-комунального господарства                                              | Професійне свято |
| 21 квітня              | Қазақстан Республикасының Мемлекеттік күзет қызметі күні / Qazaqstan Respublikasynyŋ Memlekettik küzet qyzmeti künі                                                                                      | День Служби державної охорони Республіки Казахстан                                                     | |
| 23 квітня              | Ұлттық кітап күні / Ūlttyq kıtap künı | Національний день книги                                                                                | Встановлене 29.06.2024 |
| друга неділя травня    | Аналар күні / Analar künı | День матерів                                                                                           | Встановлене 31.05.2023 |
| 17 травня              | Байланыс қызметкерлері күні / Bailanys qyzmetkerlerı künı | День працівників зв'язку                                                                               | Встановлене 25.06.2019, до листопада 2022 мало назву "День працівників зв'язку та інформатизації" (Байланыс және ақпараттандыру қызметкерлері күні / Bailanys jäne aqparattandyru qyzmetkerleri künі) |
| 20 травня              | Метрология қызметкерлерінің күні / Metrologiia qyzmetkerlerınıñ künı | День працівників метрології                                                                            | Професійне свято |
| 21 травня              | Мәдениет және өнер қызметкерлері күні / Mädeniet jäne öner qyzmetkerleri künі | День працівників культури та мистецтва                                                                 | |
| остання неділя травня  | Химия өнеркәсібі қызметкерлері күні / Himia önerkäsibi qyzmetkerleri künі | День працівників хімічної промисловості                                                                | |
| 31 травня              | Саяси қуғын-сүргін және ашаршылық құрбандарын еске алу күні / Saiasi quğyn-sürgin jäne aşarşylyq qūrbandaryn eske alu künі                                                                               | День пам'яті жертв політичних репресій і голоду                                                        | |
| 4 червня               | Қазақстан Республикасының мемлекеттік рәміздері күні / Qazaqstan Respublikasynyŋ memlekettik rämizderi künі                                                                                              | День державних символів Республіки Казахстан                                                           | Прапор, Герб та Гімн Республіки Кахахстан затверджені 4 червня 1992 року |
| 5 червня               | Эколог күні / Ekolog künі | День еколога                                                                                           | |
| 7 червня               | Монополияға қарсы орган қызметкерлері күні / Monopoliağa qarsy organ qyzmetkerleri künі | День працівників антимонопольного органу                                                               | Встановлене 30.03.2021 |
| 9 червня               | Мемлекеттік органдардың арнайы мақсаттағы бөлімшелері әскери қызметшісінің және қызметкерінің күні / Memlekettik organdardyŋ arnaiy maqsattağy bölimşeleri äskeri qyzmetşisiniŋ jäne qyzmetkeriniŋ künі  | День військовослужбовця і співробітника підрозділів спеціального призначення державних органів         | Встановлене 16.06.2021 |
| друга неділя червня    | Жеңіл өнеркәсіп қызметкерлері күні / Jeŋil önerkäsip qyzmetkerleri künі | День працівників легкої промисловості                                                                  | |
| друга неділя червня    | Малшылар күні / Malşylar künі | День тваринників                                                                                       | Встановлене 30.06.2021 |
| третя неділя червня    | Әкелер күні / Әкелер күні | День батьків                                                                                           | Встановлене 31.05.2023 |
| третя неділя червня    | Медицина қызметкері күні / Medisina qyzmetkeri künі | День медичного працівника                                                                              | |
| 23 червня              | Полиция күні / Polisia künі | День поліції                                                                                           | |
| 23 червня              | Мемлекеттік қызметші күні / Memlekettik qyzmetşі künі | День державного службовця                                                                              | |
| 24 червня              | Судья және сот қызметкері күні / Sudia jäne sot qyzmetkerı künı | День судді і працівника суду                                                                           | Встановлене 31.01.2022 |
| 28 червня              | Жеңіл өнеркәсіп қызметкерлері күні / Jeŋil önerkäsip qyzmetkerleri künі | День працівників засобів масової інформації                                                            | |
| 2 липня                | Дипломатиялық қызмет күні / Diplomatialyq qyzmet künі | День дипломатичної служби                                                                              | |
| перша неділя липня     | Ұлттық домбыра күні / Ūlttyq dombyra künі | Національний день домбри                                                                               | Встановлене 22.06.2018 |
| 9 липня                | Су шаруашылығы қызметкерлері күні / Su şaruaşylyğy qyzmetkerleri künі | День працівників водного господарства                                                                  | Встановлене 24.01.2019 |
| 10 липня               | Ветеринариялық қызметкер күні / Veterinariialyq qyzmetker künı | День ветеринарного працівника                                                                          | Професійне свято |
| друга неділя липня     | Балық шаруашылығы қызметкерлері күні / Balyq şaruaşylyğy qyzmetkerleri künі | День працівників рибного господарства                                                                  | |
| 13 липня               | Қазақстан Республикасы Ұлттық қауіпсіздік органдарының күні / Qazaqstan Respublikasy Ūlttyq qauipsizdik organdarynyŋ künі                                                                                | День органів національної безпеки Республіки Казахстан                                                 | |
| 14 липня               | Нотариат күні / Notariat künı | День нотаріату                                                                                         | Професійне свято |
| третя неділя липня     | Металлург күні / Metallurg künі | День металурга                                                                                         | |
| четверта неділя липня  | Сауда қызметкерлері күні / Sauda qyzmetkerleri künі | День працівників торгівлі                                                                              | |
| перша неділя серпня    | Көлік қызметкерлері күні / Kölik qyzmetkerleri künі | День працівників транспорту                                                                            | |
| 10 серпня              | Абай күні / Abai künі | День Абая                                                                                              | Встановлене 04.08.2020 |
| друга неділя серпня    | Құрылысшы күні / Qūrylysşy künі | День будівельника                                                                                      | |
| 18 серпня              | Шекарашылар күні / Şekaraşylar künі | День прикордонника                                                                                     | |
| третя неділя серпня    | Спорт күні / Sport künі | День спорту                                                                                            | |
| остання неділя серпня  | Шахтер күні / Şahter künі | День шахтаря                                                                                           | |
| 29 серпня              | Семей ядролық сынақ полигонының жабылған күні / Semei iadrolyq synaq poligonynyŋ jabylğan künі | День закриття Семипалатинського випробувального ядерного полігону                                      | Встановлене 03.07.2019 |
| 1 вересня              | Білім күні / Bilim künі | День знань                                                                                             | |
| перша субота вересня   | Аңшылық шаруашылығы қызметкерінің күні / Añşylyq şaruaşylyğy qyzmetkerınıñ künı | День працівника мисливського господарства                                                              | Професійне свято |
| перша неділя вересня   | Мұнай-газ кешені қызметкерлері күні / Mūnai-gaz keşeni qyzmetkerleri künі | День працівників нафтогазового комплексу                                                               | |
| 5 вересня              | Қазақстан халқы тілдері күні / Qazaqstan halqy tilderi künі | День мов народів Казахстану                                                                            | |
| друга неділя вересня   | Отбасы күні / Otbasy künі | День сім'ї                                                                                             | |
| остання неділя вересня | Машина жасаушы күні / Maşina jasauşy künі | День машинобудівника                                                                                   | |
| остання неділя вересня | Еңбек күні / Eŋbek künі | День праці                                                                                             | |
| 28 вересня             | Атом саласы қызметкерлері күні / Atom salasy qyzmetkerleri künі | День працівників атомної галузі                                                                        | |
| 30 вересня             | Әділет органдары қызметкерлері күні / Ädilet organdary qyzmetkerleri künі | День працівників органів юстиції                                                                       | |
| 1 жовтня               | Қарттар күні / Qarttar künі | День людей похилого віку                                                                               | Встановлене 03.07.2019 |
| 1 жовтня               | Қазақстан Республикасының Жоғары білім қызметкерлері күн / Qazaqstan Respublikasynyñ Joğary bılım qyzmetkerlerı kün                                                                                      | День працівників вищої освіти Республіки Казахстан                                                     | Професійне свято |
| 1 жовтня               | Радио күні / Radio künі | День радіо                                                                                             | Встановлене 13.08.2021 |
| 5 жовтня               | Мұғалім күні / Mūğalim künі | День учителя                                                                                           | До 2023 року відзначалося у першу неділю жовтня, на нинішню дату перенесено постановою 189/2023 |
| 6 жовтня               | Қорғаныс өнеркәсібі қызметкерлері күні / Qorğanys önerkäsibi qyzmetkerleri künі | День працівників оборонної промисловості                                                               | |
| 10 жовтня              | Қазақстан кәсіптік одақтарының күні / Qazaqstan käsiptik odaqtarynyŋ künі | День професійних спілок Казахстану                                                                     | Встановлене 22.05.2019 |
| 14 жовтня              | Стандарттау қызметкерлерінің күні / Standarttau qyzmetkerlerınıñ künı | День стандартизації                                                                                    | Професійне свято |
| 16 жовтня              | Нан күні / Nan künі | День хліба                                                                                             | Встановлене 16.09.2019 |
| третя неділя жовтня    | Орман шаруашылығы қызметкері күні / Orman şaruaşylyğy qyzmetkeri künі | День працівника лісового господарства                                                                  | |
| 19 жовтня              | Құтқарушы күні / Qūtqaruşy künі | День рятівника                                                                                         | |
| 24 жовтня              | Кітапханашы күні / Kıtaphanaşy künı | День бібліотекаря                                                                                      | Встановлене 18.10.2022 |
| остання неділя жовтня  | Әлеуметтік қорғау жүйесі қызметкерлері күні / Äleumettik qorğau jüiesi qyzmetkerleri künі | День працівників соціального захисту                                                                   | |
| 29 жовтня              | Күзет ұйымдарының қызметкерлері күні / Küzet ūiymdarynyŋ qyzmetkerleri künі | День працівників охоронних організацій                                                                 | |
| 5 листопада            | Сыртқы барлау күні / Syrtqy barlau künі | День зовнішньої розвідки                                                                               | |
| 8 листопада            | Статистика күні / Statistika künі | День статистика                                                                                        | |
| 10 листопада           | Цифрландыру және ақпараттық технологиялар қызметкерлері күні / Tsifrlandyru jäne aqparattyq tehnologiialar qyzmetkerlerı künı                                                                            | День працівників цифровізації та інформаційних технологій                                              | Встановлене 03.11.2022 |
| 11 листопада           | Энергия үнемдеу күні / Energia ünemdeu künі | День енергозаощадження                                                                                 | Встановлене 28.03.2019 |
| 15 листопада           | Ұлттық валюта – теңге күні, Қазақстан Республикасының қаржы саласы қызметкерлерінің кәсіби мерекесі / Ūlttyq valta – teŋge künі, Qazaqstan Respublikasynyŋ qarjy salasy qyzmetkerleriniŋ käsibi merekesi | День національної валюти - тенге, професійне свято працівників фінансової системи Республіки Казахстан | |
| третя субота листопада | Бұрғылаушы күні / Būrğylauşy künı | День буровика                                                                                          | Професійне свято |
| третя неділя листопада | Ауыл шаруашылығы, тамақ және өңдеу өнеркәсібі қызметкерлері күні / Auyl şaruaşylyğy, tamaq jäne öŋdeu önerkäsibi qyzmetkerleri künі                                                                      | День працівників сільського господарства, харчової та переробної промисловості                         | |
| 18 листопада           | Сыбайлас жемқорлыққа қарсы қызмет органдарының күні / Sybailas jemqorlyqqa qarsy qyzmet organdarynyñ künı                                                                                                | День органів антикорупційної служби                                                                    | Професійне свято |
| 1 грудня               | Қазақстан Республикасының тұңғыш президенті күні / Qazaqstan Respublikasynyŋ tūŋğyş prezidenti künі | День першого президента Республіки Казахстан                                                           | У 2012 - 2021 роках мало статус державного та було неробочим, у нинішньому статусі встановлене 28.11.2022                                                                                             |
| 5 грудня               | Адвокатура күні / Advokatura künı | День адвокатури                                                                                        | Професійне свято |
| 6 грудня               | Прокуратура күні / Prokuratura künі | День прокуратури                                                                                       | |
| третя неділя грудня    | Энергетик күні / Energetik künі | День енергетика                                                                                        | |
| 20 грудня              | Қазақстан Республикасының Мемлекеттік фельдъегерлік қызметі күні / Qazaqstan Respublikasynyŋ Memlekettik feldegerlik qyzmeti künі                                                                        | День Державної фельд'єгерської служби Республіки Казахстан                                             | Встановлене 09.11.2018 |
| 22 грудня              | Архивші күні / Arhivşі künі | День архівіста                                                                                         | Встановлене 22.12.2020 |